# 조선불교단
조선불교단(朝鮮佛敎團)은 일제강점기 동안 조직되었던 불교 중심의 교화사업 단체이다.
1920년대 초부터 활동을 시작한 것으로 보이나 정확한 설립 시기는 불분명하다. 일본인이 주도적인 역할을 맡고 조선인 유력자도 중앙 조직과 지역 조직에 모두 포함되었다. 1926년을 기준으로 지방의 지부가 평양과 신의주, 대구, 부산에 각각 설치되어 있었다.
단체의 목표는 조선 불교에 대한 일본의 영향력 강화, 내선융화 정책 보조, 조선인에 대한 사상적 통제이다. 이를 위해 강연회와 강습회 개최, 기관지 《조선불교》 발행, 일본에 유학생과 견학단 파견, 사회사업 참여와 같은 구체적인 사업을 벌였다. 매달 세 차례씩 조선인 승려를 초청해 조선인을 상대로 불교 강연을 하도록 하고, 특별강연회나 불교강좌도 여는 등 지속적인 활동을 했다. 조선불교단 지부에는 상설포교사를 배치하여 불교강연과 사회사업 강습을 맡겼다. 유학생은 장래 포교에 종사할 학생을 뽑아 일본의 종교대학 전문부에 입학시켰다.
1941년에 조선불교단 30주년 기념식이 거행되었는데, 이 행사에 고준 황후가 참가했을 정도로 영향력이 있는 단체였다.

## 임원
1926년 초의 임원 명단은 다음과 같다.
- 단장 : 이윤용 (남작)
- 부단장 : 한창수 (남작)
- 상임이사 : 이원석
- 이사 : 백인기, 이윤용, 한익교, 오두환, 신응희
- 고문 : 박영효 (후작), 이완용 (후작), 권중현 (자작), 이하영 (자작), 민영기 (남작)
- 상담역 : 백완혁, 박용구, 조진태, 장헌식, 이진호, 최남선, 김윤정, 유만겸, 민영찬, 민대식
- 감사 : 한상룡

## 참고자료
- 친일인명사전편찬위원회 (2004년 12월 27일). 《일제협력단체사전 - 국내 중앙편》. 서울: 민족문제연구소. 569~572쪽쪽. ISBN 8995330724.